# 夏威夷州同性婚姻

虹色夏威夷地图

夏威夷同性婚姻自2013年12月2日开始合法化。2013年10月28日夏威夷州议会开始举行特别会议，并通过了一项同性婚姻合法化的法案。州长11月13日签署了该法案，同性伴侣可以在2013年12月2日后结婚。

## 历史
2010年7月6日，美國夏威夷州州長林格爾女士(Linda Lingle)否決「民事結合」法案。2011年2月16日，美國夏威夷州的州參議院以18票贊成、5票反對通過了承認同性民事結合關係的法案。